# Атаманский дворец (Новочеркасск)
Атаманский дворец — памятник гражданской архитектуры XIX века в Новочеркасске. 
Атаманский дворец построен в 1863 году в Александровском саду как официальная резиденция наказного атамана Войска Донского. Дворец также служил местом пребывания царя и наследников престола (августейших атаманов) во время их приезда в Новочеркасск. Здесь останавливались в дни посещения Дона высочайшие особы, среди них Государи Императоры Александр II, Александр III, Николай II. Дворец входит в перечень объектов культурного наследия России. Широкую известность получила находка в 2011 году в фондах Музея истории Донского казачества картины Николая Ге «Распятие». В настоящее время полотно представлено в постоянной экспозиции Атаманского дворца.

## Описание
Фасад резиденции выдержан в стиле классицизма. Сдвоенные пилястры на торцах угловых ризалитов, соединённых навесным, на чугунных кронштейнах, балконом, украшенным декоративной литой решеткой, входы, выполненные в виде открытых порталов, — придают зданию облик дворца. Внутри находятся высокие сводчатые парадные залы, чугунная парадная лестница тонкого фигурного литья. Интерьеры украшены лепниной, кафельными печами, отделанными мрамором каминами, резной мебелью и инкрустацией. В одном из залов была выставлена галерея портретов выдающихся военных деятелей Дона прошлого.
В восточной стороне дворца в 1869 году была устроена утраченная ныне домовая церковь во имя преподобного Симеона Персианина, отмеченная на фасаде позолоченной главкой на тонком барабане. В нижнем этаже церкви размещались служебные помещения. Сам храм находился на втором этаже. Он представлял собой обширный, площадью 120 м², зал с высотой потолков около 7 метров с двухсторонним освещением: на северном и южном фасадах располагалось по три огромных окна. Стены церкви покрывал орнамент из четырех и шестиконечных крестов и звезд. Над каждым окном имелось по два круглых медальона, в которых, по-видимому, помещались живописные изображения, сделанные на холсте. Потолок церкви был побелен и украшен лепниной растительных мотивов. Освящение храма совершил сам владыка Платон 8 ноября 1869 года

## История

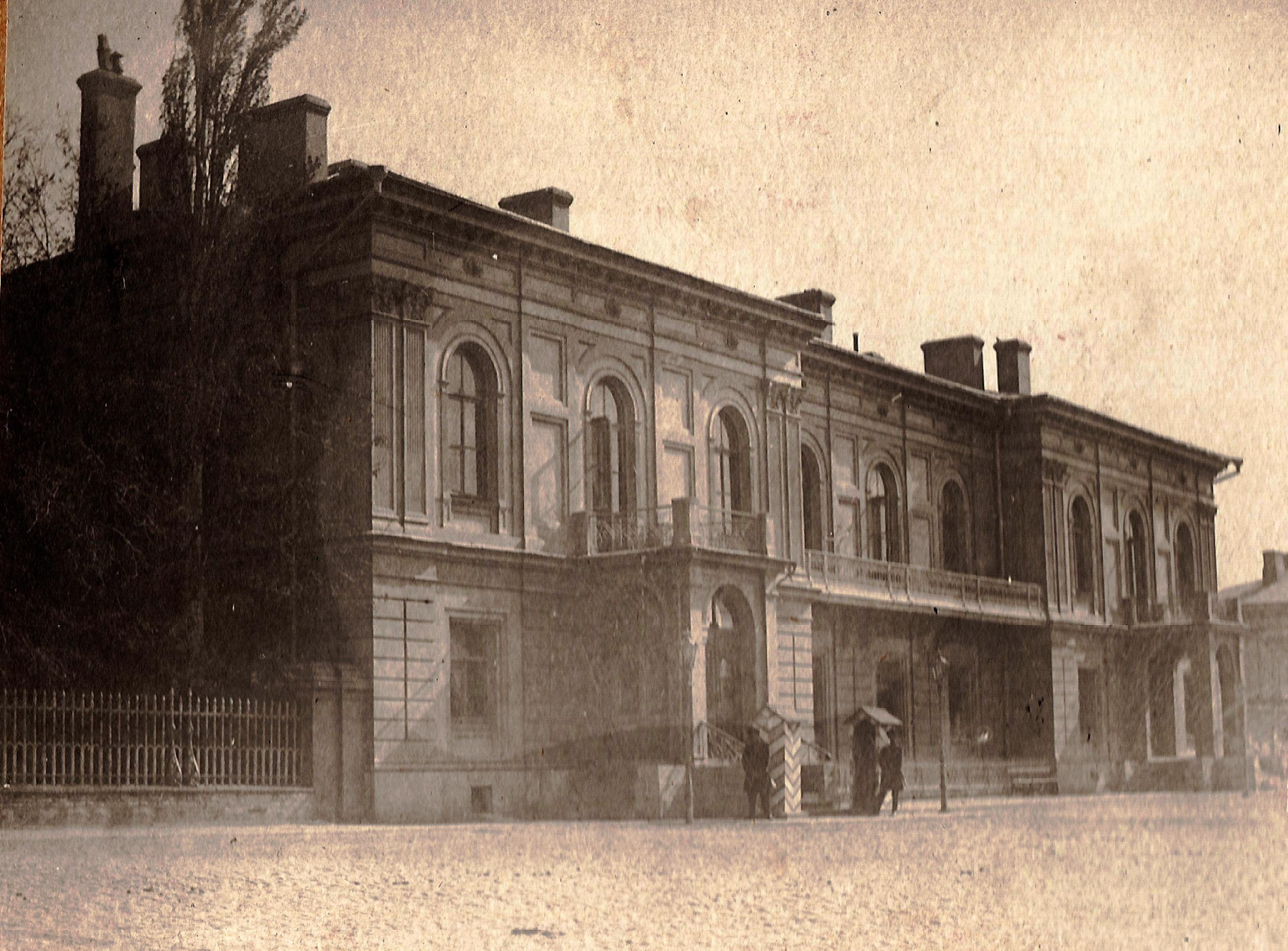
Атаманский дворец около 1905 года

Новочеркасский Атаманский дворец-музей, был построен в период с 1860 по 1863 годы по проекту академика И. О. Вальпреде под руководством и при непосредственном участии атамана М.Г. Хомутова для размещения наказного атамана Войска Донского и временного проживания высоких гостей. Решение о строительстве особого дома для помещения наказного атамана войска Донского было принято Военным Советом, и, после Высочайшего утверждения 24 марта 1860 года, вступило в силу.
На постройку было выделено 115 тысяч рублей из войскового строительного капитала. 10 ноября 1861 года атаман Хомутов в рапорте своем военному министру донес, что Атаманский дом в городе Новочеркасске вчерне построен, а в 1862 году будет окончен совершенно и необходимо его меблировать на счет войска, поскольку этот дом «должен служить помещением, кроме наказного атамана, еще и Высочайших Особ в случае их приезда». Всего же, по мнению Хомутова, для 10 комнат требовалось разной мебели по приблизительному исчислению на 10 тысяч рублей серебром. Все работы были окончены в октябре 1863 года, всего израсходовано 135 083 рубля 86 копеек.

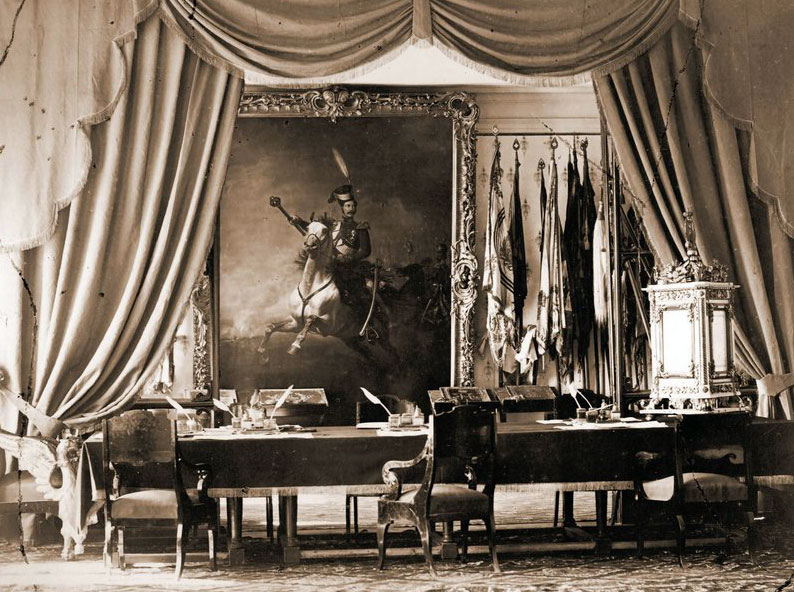
Интерьер атаманского дворца

Мысль устроить при Атаманском дворце домовую церковь возникла несколько позже строительства самого дворца. Поводом к этому послужило покушение на Императора Александра II 4 апреля 1866 года. Счастливое избавление от гибели Александра II повсеместно на Дону отмечалось благодарственными молебствиями. Поскольку Атаманский дворец изначально предназначался быть резиденцией не только донского атамана, но и высочайших особ, было решено пристроить к дворцу домовую церковь в память об этом событии. Инициативу донских жителей поддержал назначенный в 1867 году на Донскую кафедру архиепископ Платон (Городецкий), который благословил устроить домовый храм в честь преподобного Симеона Персидского, с престольным праздником 5 апреля. Здание церкви было пристроено к дворцу с северо-восточной стороны, двухэтажное, в одном стиле с основной постройкой.
В годы Гражданской войны в атаманской резиденции находился боевой штаб руководителей контрреволюции. В 1927 году в здании дворца располагались Райисполком, отдел народного образования, отдел здравоохранения, отдел социального обеспечения, административный отдел, совет физкультуры. 30 июня 1942 года, на пятый день оккупации Новочеркасска войсками Вермахта, в Атаманском дворце расположился орган управления городом, подотчётный оккупантам.
В 1991 году кабинеты сотрудников размещавшегося в Атаманском дворце Горкома КПСС были опечатаны и переданы в ведение городской Администрации. В конце 1998 года Администрация провела текущий ремонт всего здания. 31 декабря 1999 года вышло постановление Губернатора В.Ф. Чуба «Об утверждении в государственной собственности Ростовской области здания Атаманского дворца». В соответствии с ним Атаманский дворец переходил на баланс музея истории Донского казачества и становился его филиалом.

## Экспозиция
23 марта 2001 года администрация покинула стены Атаманского дворца. Освободившееся здание было торжественно передано руководству музея истории Донского казачества. На первом этаже музея размещены различные музейные экспозиции. На втором этаже созданы интерьеры парадных помещений, Большая гостиная, Столовая, Кабинет атамана. На этом же этаже открыта мемориальная комната Донского атамана А. М. Каледина. Планируется воссоздание домовой Симеоновской церкви, в притворе которой разместятся материалы по истории Донской епархии с 1829 по 1920 годы.
Широкую известность получила находка 2011 году в фондах Музея истории Донского казачества картины Николая Ге «Распятие». В проведении научной экспертизы с применением новейших технологий принимали участие ведущие сотрудники Третьяковской галереи. В настоящее время полотно представлено в постоянной экспозиции Атаманского дворца.

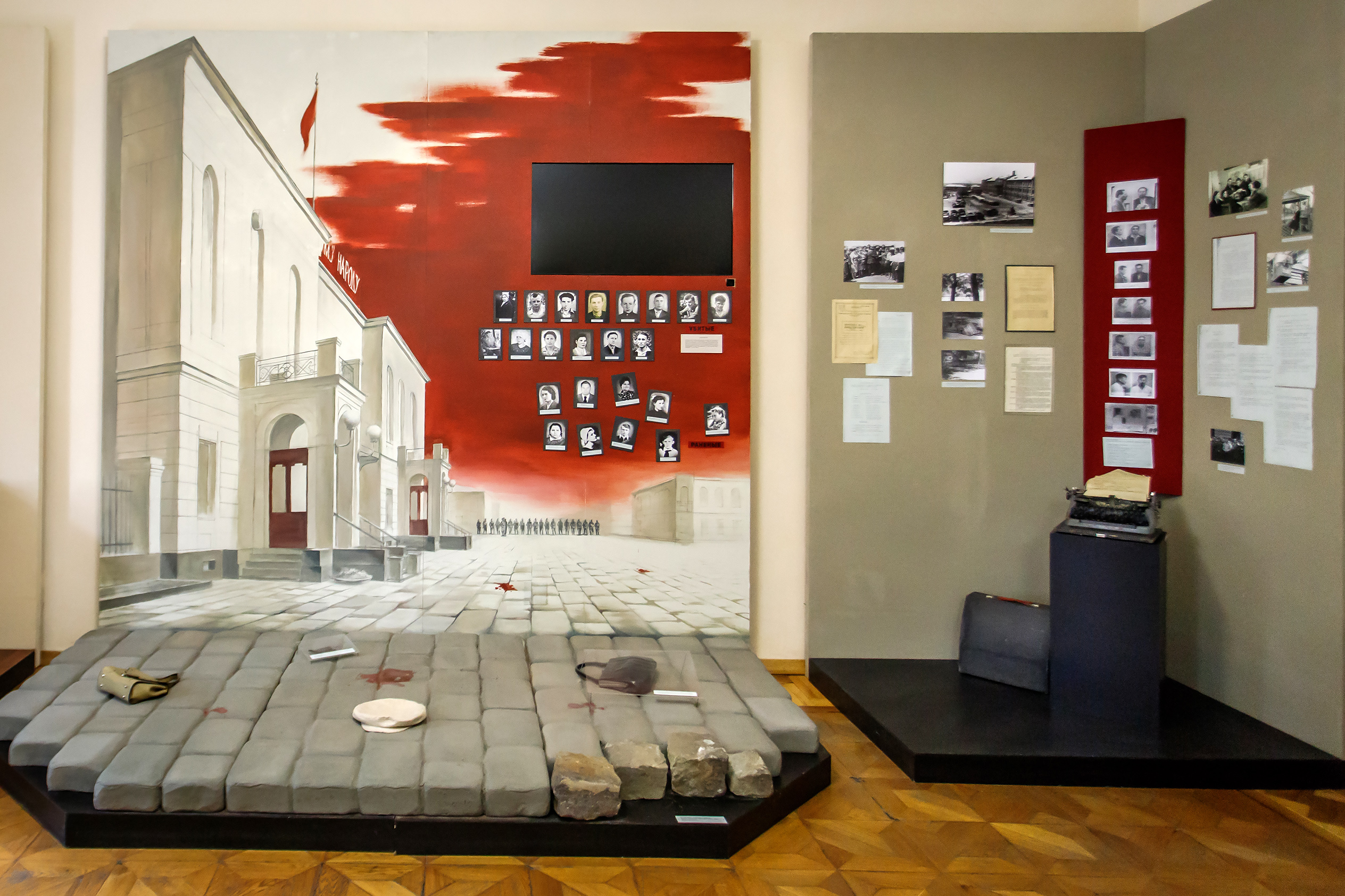
Экспозиция, посвящённая трагическим событиям 1962 года на Новочеркасском электровозостроительном заводе
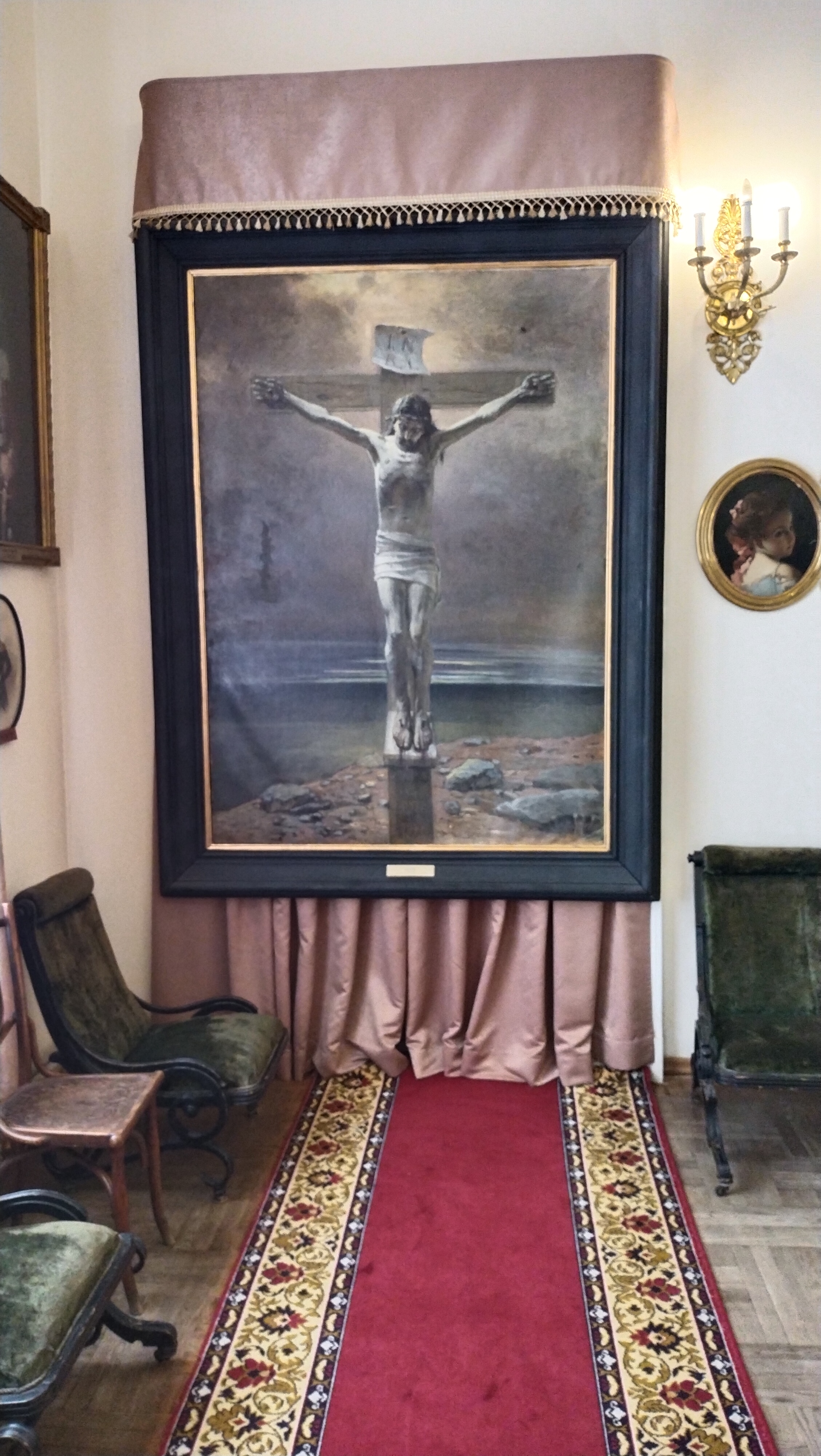
Николай Ге «Распятие» в интерьере Атаманского дворца, июль 2023 года